# 李东勋 (围棋棋手)
李東勳（韓語：이동훈，1998年2月4日—），韓國圍棋棋手，2011年入段。2012年第十四屆農心辛拉麵杯三國圍棋擂臺賽上負于檀嘯七段。2015年零封朴廷桓奪得個人首個冠軍——KBS杯。同年5月在GLOBIS杯世界新銳圍棋錦標賽上勝余正麒七段後負于後來奪得冠軍的黃雲嵩四段。11月在利民杯世界圍棋星銳最強戰上戰勝柯潔後負于辜梓豪，屈居亞軍。12月與朴廷桓和金志錫搭檔奪得第二屆金龍城杯世界圍棋團體錦標賽冠軍。

## 外部連結
- 韓國棋院「이동훈(李東勳)」 （页面存档备份，存于）
- 入段個人資料簡介 （页面存档备份，存于）